# Carbur

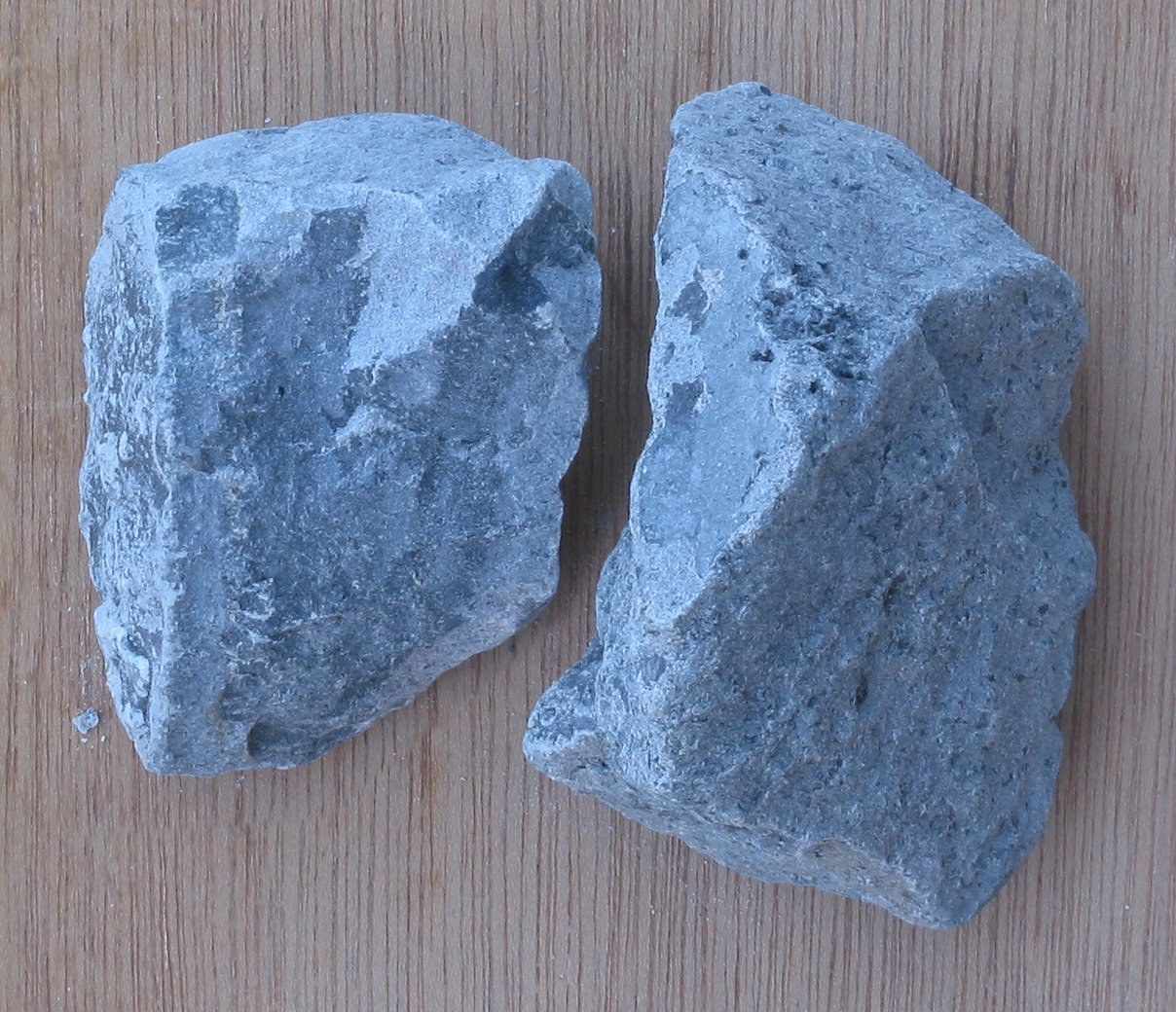
Carbur de calci

Els carburs són composts binaris que es formen a partir de la unió entre el carboni i un element químic d'electronegativitat semblant o menor.

## Síntesi
La síntesi dels carburs es realitza generalment a partir de carboni elemental amb l'element, l'òxid o el seu carbonat a elevades temperatures en una reacció en sòlid. Així el carbur de calci (el carbur més conegut) hom el pot obtenir a partir de carbonat de calci, que és inestable a altes temperatures i es transforma en òxid de calci perdent una molècula de diòxid de carboni, i posterior reacció de l'òxid de calci amb carbó de coc a temperatures d'entre 2000 i 2500 °C.
{\displaystyle CaCO_{3}\;\longrightarrow \;CaO\;+\;CO_{2}}
{\displaystyle CaO\;+\;3C\longrightarrow \;CaC_{2}\;+\;CO}

## Tipus
No són considerats carburs, per convenció, els hidrurs de carboni o hidrocarburs. La resta es divideixen en tres tipus:

### Carburs iònics

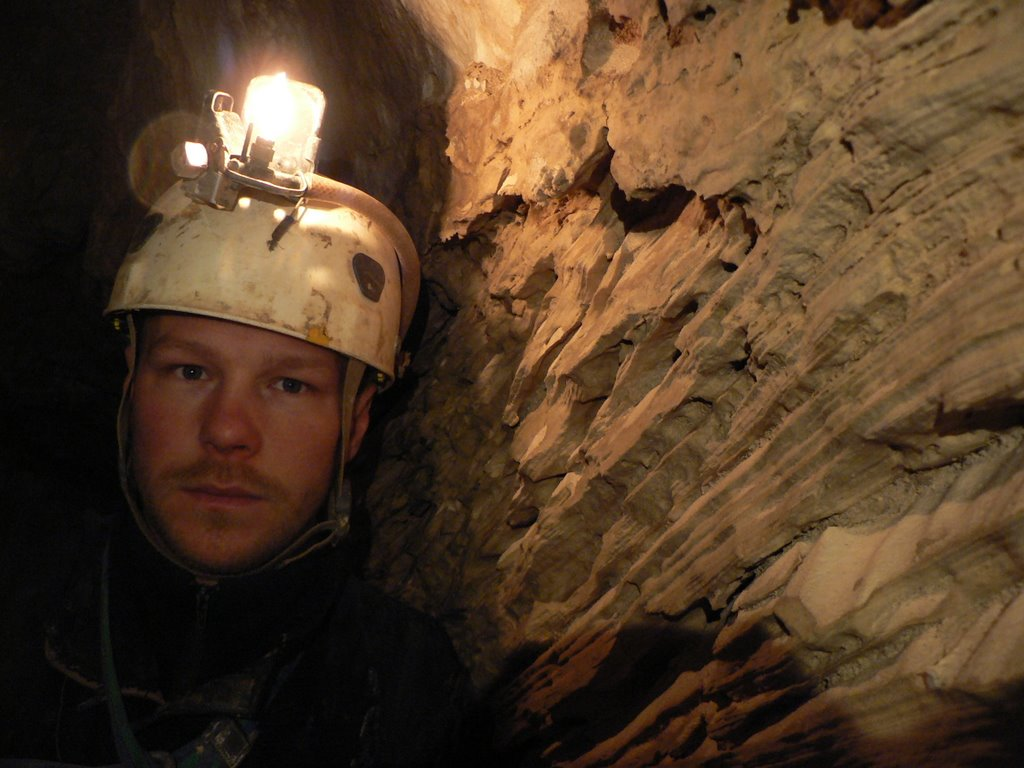
Espeleòleg amb una làmpada de carbur de calci

Els carburs iònics tenen un caràcter fort de sal i es formen sobretot a partir dels elements dels grups 1 i 2 de la taula periòdica, això és, alcalins i alcalinoterris. Tots aquests elements són molt electropositius i el carboni té per tant una càrrega negativa.
Exemples típics són el carbur de liti ({\textstyle Li_{4}C}), el carbur de beril·li ({\textstyle Be_{2}C}), el carbur de magnesi ({\textstyle Mg_{2}C}), el ja esmentat carbur de calci ({\textstyle CaC_{2}}), el carbur d'alumini ({\textstyle Al_{4}C_{3}}) i el carbur de ferro ({\textstyle Fe_{3}C}) conegut com a cementita.
Uns contenen l'anió {\textstyle C^{4-}} (el d'alumini {\textstyle Al_{4}C_{3}}, el de beril·li {\textstyle Be_{2}C}) i alliberen metà per hidròlisi:
{\displaystyle Be_{2}C\;+\;2H_{2}O\longrightarrow \;2BeO\;+\;CH_{4}}
Altres contenen l'anió {\textstyle C^{2-}} i alliberen acetilè, i llur estructura i llur comportament són els d'un acetilur:
{\displaystyle CaC_{2}\;+\;2H_{2}O\longrightarrow \;Ca(OH)_{2}\;+\;C_{2}H_{2}}
D'altres, encara, contenen l'anió {\textstyle C_{3}^{4-}} i desprenen propí (per exemple, el de magnesi {\textstyle Mg_{2}C_{3}})

### Carburs covalents

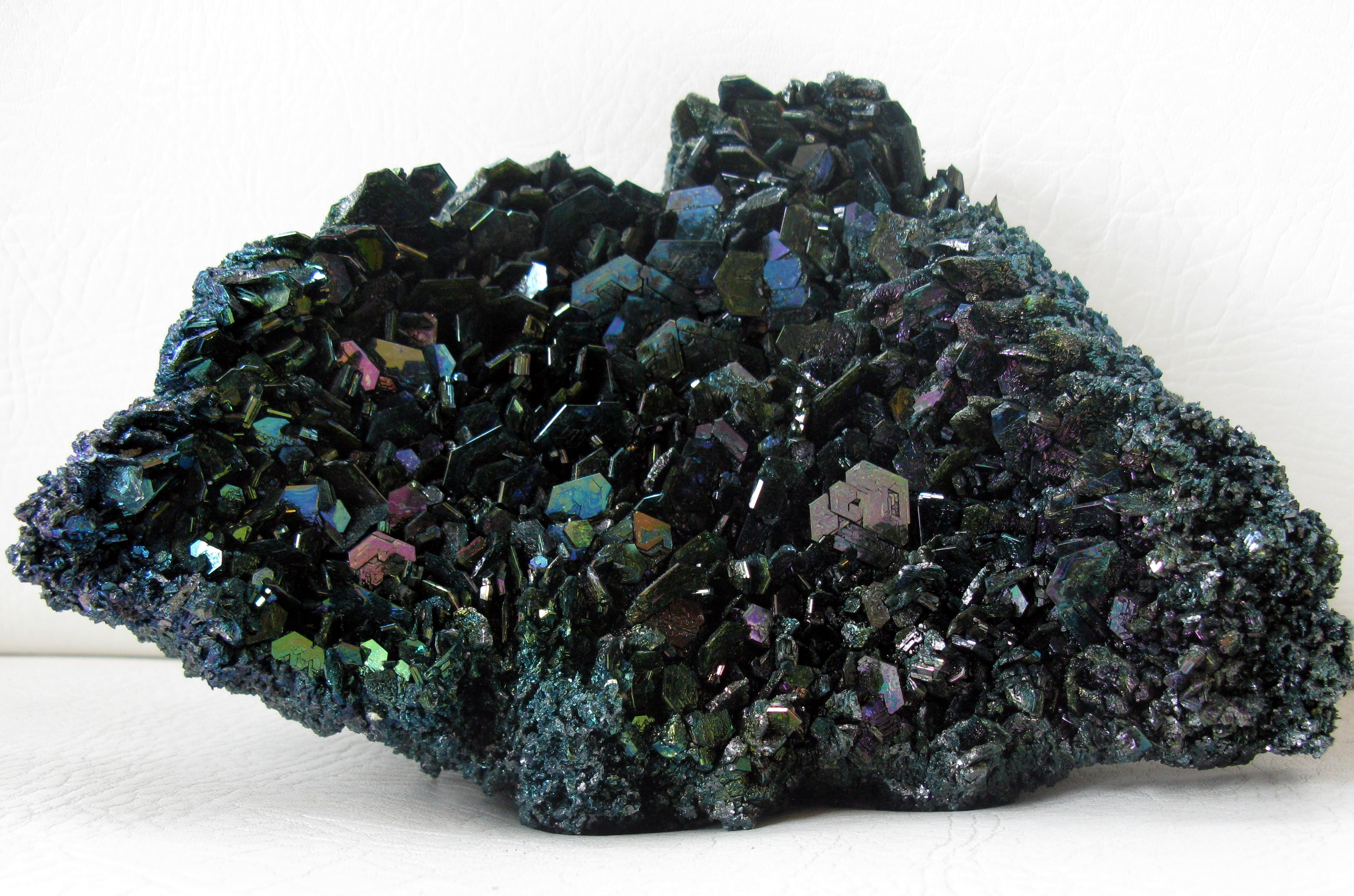
carbur de silici

Els carburs covalents es formen entre el carboni i elements amb aproximadament la mateixa electronegativitat. Els exemples més importants d'aquest grup són el carbur de silici o (nom comercial: carborúndum) ({\textstyle SiC}) amb estructura de diamant i una duresa en l'escala de Mohs d'entre 9 i 9,5 i el carbur de bor ({\textstyle B_{4}C_{4}}).
Aquestes substàncies solen ser molt dures degudes als enllaços covalents formats en les tres dimensions. S'utilitzen, per exemple, com materials abrasius o com recobriments en peces que han de resistir abrasions mecàniques. El carbur de silici s'usa també com a suport per catalitzador és causa de la seva alta resistència i bona conductivitat tèrmica.

### Carburs intersticials

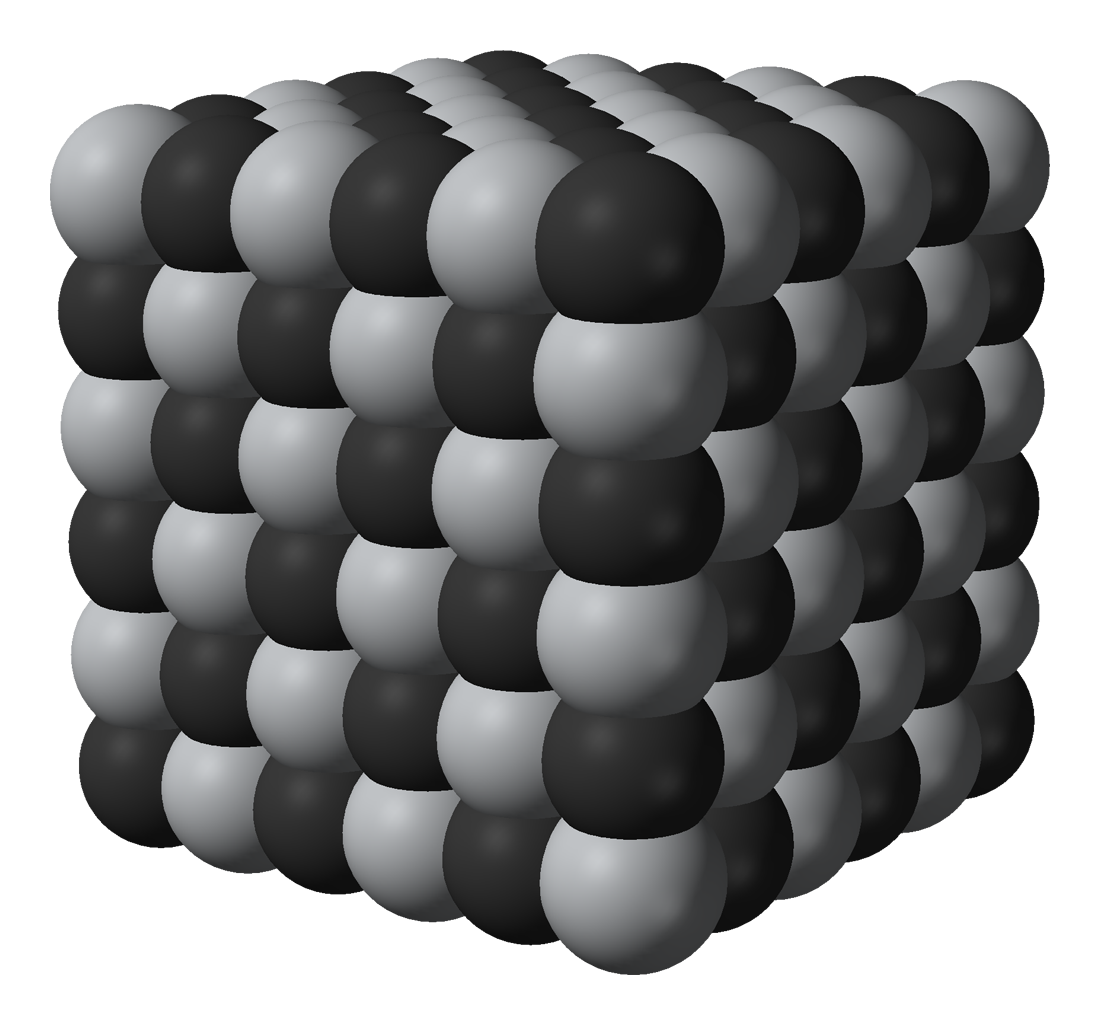
Estructura cristal·lina del carbur de titani

Els carburs intersticials estan formats per metalls de transició, especialment dels grups 4, 5 i 6, i són composts de punt de fusió molt elevat (de 3 000 a 4 800 °C), d'una gran duresa (la majoria entre 9 i 10 de l'escala de Mohs) i de conductivitat elèctrica de tipus metàl·lica; tenen estructures amb els àtoms de carboni disposats en els buits octaèdrics dels reticles metàl·lics sense que aquests siguin alterats si el radi atòmic del metall és igual o superior a 1,3 Å, com succeeix en els carburs de Ti, Zr, V, Nb, Ta, Mo o W; per contra, el reticle sofreix distorsions en els carburs de Cr, Mn, Fe, Ni i Co, metalls de radi atòmic lleugerament menor, la qual cosa els fa atacables pels àcids diluïts, donen barreges d'hidrocarburs i d'hidrogen.